# Liste der Naturdenkmale in Thermalbad Wiesenbad
Die Liste der Naturdenkmale in Thermalbad Wiesenbad nennt die Naturdenkmale in Thermalbad Wiesenbad im sächsischen Erzgebirgskreis.

## Definition
„Naturdenkmäler sind rechtsverbindlich festgesetzte Einzelschöpfungen der Natur oder entsprechende Flächen bis zu fünf Hektar, deren besonderer Schutz erforderlich ist
1. aus wissenschaftlichen, naturgeschichtlichen oder landeskundlichen Gründen oder
2. wegen ihrer Seltenheit, Eigenart oder Schönheit.“

„§ 18 – Naturdenkmäler – (zu § 28 BNatSchG)
(1) Die Erklärung nach § 22 Abs. 1 BNatSchG von Teilen von Natur und Landschaft als Naturdenkmal erfolgt durch Rechtsverordnung oder Einzelanordnung.
(2) Über § 28 Abs. 1 BNatSchG hinaus können Naturdenkmäler zur Sicherung von Lebensgemeinschaften oder Lebensstätten von im Bestand gefährdeten oder streng geschützten Arten festgesetzt werden.“

## Liste
Link zu einem Kartenansichtstool, um Koordinaten zu setzen.
| Bild                          | Bezeichnung                  | Lage                                                    | Beschreibung                 | Datum                                                                                       | Nummer     |
| ----------------------------- | ---------------------------- | ------------------------------------------------------- | ---------------------------- | ------------------------------------------------------------------------------------------- | ---------- |
| BW                            | Am Haselhohlweg Plattenthal  | Plattenthal (50° 36′ 19,2″ N, 13° 2′ 54,3″ O)           | Fläche: ca. 45091 m²         | Verordnung des Landkreises Annaberg vom 01.06.2001, Landkreisnachrichten Nr. 08/2001, S. 20 | 364.23-251 |
| BW                            | Kurparkwiese Wiesenbad       | Thermalbad Wiesenbad (50° 37′ 14,3″ N, 13° 2′ 35,4″ O)  | Fläche: ca. 6653 m²          | Verordnung des Landkreises Annaberg vom 14.02.2003, Landkreisnachrichten Nr. 5/2003, S. 4   | 364.23-252 |
| BW                            | Schluchtwald am Ochsensprung | Thermalbad Wiesenbad (50° 37′ 1,1″ N, 13° 1′ 54,8″ O)   | Fläche: ca. 33980 m²         | Verordnung des Landratsamtes Erzgebirgskreis vom 02.02.2011, SächsGVBl. S. 76               | 364.23-250 |
| BW                            | Steinbruch am Kalten Muff    | Thermalbad Wiesenbad (50° 38′ 26,5″ N, 13° 0′ 8″ O)     | Fläche: ca. 5587 m²          | Verordnung des Landkreises Annaberg vom 01.06.2001                                          | 364.23-255 |
| BW                            | Weißteich                    | Thermalbad Wiesenbad (50° 37′ 13,5″ N, 12° 59′ 39,9″ O) | Fläche: ca. 7372 m²          | Verordnung des Landkreises Annaberg vom 01.06.2001                                          | 364.23-253 |
| Fotos hochladen               | Wurstfelsen                  | Thermalbad Wiesenbad (50° 37′ 17,8″ N, 13° 2′ 25,7″ O)  | Fläche: ca. 511 m²           | Beschluss des Rates des Kreises Annaberg Nr. 72/58 vom 23.07.1958                           | 364.23-254 |
| mehr Fotos \| Fotos hochladen | Dorfeiche                    | Wiesa (50° 36′ 37,2″ N, 13° 1′ 11,1″ O)                 | als Naturdenkmal beschildert | ?                                                                                           |            |
| mehr Fotos \| Fotos hochladen | Eiche                        | Wiesa (50° 36′ 47,9″ N, 13° 0′ 58,8″ O)                 | als Naturdenkmal beschildert | ?                                                                                           |            |
| mehr Fotos \| Fotos hochladen | Linde                        | Neundorf (50° 37′ 47,6″ N, 13° 1′ 22″ O)                | als Naturdenkmal beschildert | ?                                                                                           |            |